# Sunnyland Slim
Albert Luandrew (5 de septiembre de 1906 – 17 de marzo de 1995), más conocido como "Sunnyland Slim", fue un pianista de blues estadounidense.

## Biografía
Nacido en la Delta del Misisipi, se migró a Chicago, durante el gran éxodo de población del sur hacia las industrias del norte.
Tomó su apodo por una canción que compuso del tren Sunnyland entre Memphis y San Luis (Misuri). Su primera grabación fue en septiembre de 1946 como cantante de la banda de Jump Jackson para la compañía discográfica Specialty y el año siguiente grabaría como líder de su propia banda para las discográficas Hy-Tone y Aristocrat. Poco después, presentó a un desconocido Muddy Waters a Len Chess para que también grabara para la Aristocrat.